# غريبان (فلم 1976)
غريبان (بالهندية: दो अनजाने) (بالإنجليزية: Do Anjaane) هو فيلم درامي باللغة الهندية عام 1976، من إنتاج تيتو، وإخراج دولال جوها، وهو مستوحى من قصة راتر غاري للكاتب نهار رانجان جوبتا.  الفيلم من بطولة أميتاب باتشان، ريخا، بريم شوبرا، براديب كومار، أوتبال دوت، لاليتا باوار وشاب ما قبل النجومية ميثون تشاكرابورتي.  الموسيقى كاليانجي أناندجي. تم تجديده باللغة التيلجو باسم مافاري مانشيتانام (1979). تم إصدار النسخة الكانادية من آسية بيل في عام 1987.

## ملخص
تم العثور على أميت (أميتاب باتشان) جريحًا على مسارات السكك الحديدية وعندما استيقظ لم يكن لديه أي ذاكرة عن هويته ولم يتذكر أي شيء عن حياته. وبعد ست سنوات، يعيش الآن مع زوجين ثريين تبناه كابن لهما ويُدعى الآن نارش دوت.
بعد وقوع حادث آخر في شخصيته نارش دوت، يبدأ في استعادة ذاكرته عن زوجته ريكا روي (ريخا). يكتشف أنها أصبحت الآن ممثلة سينمائية ناجحة للغاية، بعد أن غيرت اسمها إلى سونيتا ديفي وأن مدير أعمالها ليس سوى رانجيت ماليك (بريم تشوبرا)، الذي كان ذات يوم أفضل صديق له.
في اللقطات الماضية، يتذكر أن اسمه الحقيقي هو أميت روي وأن رانجيت هو الذي حاول قتله قبل ست سنوات بإلقائه من القطار الذي كان يسافر عليه مع ريكا. يكتشف أميت أيضًا أن ابنه الصغير الذي يبلغ الآن من العمر 10 سنوات قد تم إرساله إلى مدرسة داخلية ويضع خطة لاستعادة حضانة ابنه. ومع ذلك، فهو يخطط أولاً للانتقام من رانجيت. يتوصل أميت إلى خطة لإعادة دخول حياة ريكا ورانجيت من خلال التنكر في هيئة منتج أفلام. يلتقي مع ريكا ورانجيت ويعرض عليها فرصة التمثيل في فيلمه الجديد بعنوان راتر جادي. تبدأ ريشا ورانجيت في الشك في نارش دوت عندما يدركان أنه يشبه بشكل مذهل زوج ريشا المفترض المتوفى أميت روي، كما أن قصة فيلمه تعكس بشكل مخيف حياة ريشا الماضية. يحاول رانجيت قتل أميت روي ولكن بدلاً من ذلك يتصل أميت بالشرطة وعندما يطلق رانجيت الرصاص على أميت تعتقل الشرطة رانجيت.
في النهاية، يظهر أميت وهو يتجه إلى مومباي على متن طائرة مع ابنه. بعد بضعة أيام يعود أميت إلى منزل ريكا مع والديه. لقد اجتمعوا مرة أخرى.

## الممثلون
- أميتاب باتشان بدور أميت روي / ناريش دوت
- ريخا بدور ريكا روي/سونيتا ديفي
- بريم شوبرا بدور رانجيت ماليك
- أوتبال دوت بدور السيد سانيال
- ماستر لادو في دور الشاب ميثون روي
- السيد لاكي بدور ميثون روي العجوز
- براديب كومار بدور السيد سوميش دوت
- أورميلا بهات بدور السيدة دوت
- لاليتا باوار بدور جارة أميت
- ميثون تشاكرابورتي بدور غانتي (جار أميت)
- أنوب كومار بدور زميل أميت في العمل
- نيبون جوسوامي كطبيب
- أبهي بهاتاشاريا أ بادري
- جاغديش راج كطبيب
- جاغديب بصفته سيد الرقص
- راج ميهرا بدور السيد موخرجي
- براهمشاري كصديق مكتب أميت
- ياسمين في دور مريم

## الموسيقى التصويرية
| # | عنوان                              | المغني(ون)                    |
| - | ---------------------------------- | ----------------------------- |
| 1 | "آي كاركي سينجار"                  | لاتا مانغيشكار                |
| 2 | "كاهن دور موجهي جانا هاي"          | لاتا مانغيشكار                |
| 3 | "لوك تشيب لوك تشيب جاو نا (ذكر)"   | كيشور كومار                   |
| 4 | "لوك تشيب لوك تشيب جاو نا (دويتو)" | كيشور كومار، شيفانجي كولهابور |

## روابط خارجية
- مقالات تستعمل روابط فنية بلا صلة مع ويكي بيانات